# Lon Chaney
Leonidas Frank „Lon” Chaney  (n. 1 aprilie 1883, Colorado Springs, Colorado, SUA – d. 26 august 1930, Los Angeles, California, SUA) a fost un actor, regizor de film și scenarist american. A realizat 157 de filme din care 100 sunt considerate filme pierdute. Este tatăl actorului Lon Chaney, Jr..

## Filmografie

### Scurtmetraje
| An   | Titlu                               | Rol                              | Note                                                                         |
| ---- | ----------------------------------- | -------------------------------- | ---------------------------------------------------------------------------- |
| 1912 | The Honor of the Family             |                                  | Neconfirmat/disputat Film pierdut                                            |
| 1913 | The Ways of Fate                    |                                  | Neconfirmat/disputat Film pierdut                                            |
| 1913 | Suspense                            |                                  | Neconfirmat/disputat                                                         |
| 1913 | Poor Jake's Demise                  | The Dude                         |                                                                              |
| 1913 | The Sea Urchin                      | Barnacle Bill                    | Film pierdut                                                                 |
| 1913 | The Blood Red Tape of Charity       | Marx, a Gentleman Thief          | Film pierdut                                                                 |
| 1913 | Shon the Piper                      | Clansman                         | Neconfirmat/disputat Film pierdut                                            |
| 1913 | The Trap                            | Lon                              | Film pierdut                                                                 |
| 1913 | The Restless Spirit                 | The Russian Count                | Nemenționat Film pierdut                                                     |
| 1913 | Almost an Actress                   | Cameraman                        | Film pierdut                                                                 |
| 1913 | An Elephant on His Hands            | Eddie's Uncle                    | Film pierdut                                                                 |
| 1913 | Back to Life                        | The Rival                        | Film pierdut                                                                 |
| 1913 | Red Margaret, Moonshiner            | Lon                              | Alt titlu: Moonshine Blood Film pierdut                                      |
| 1913 | Bloodhounds of the North            | Mountie Lieutenant               | Film pierdut                                                                 |
| 1914 | The Lie                             | Young MacGregor                  | Film pierdut                                                                 |
| 1914 | The Honor of the Mounted            | Jacques Laquox                   | Film pierdut                                                                 |
| 1914 | Remember Mary Magdalen              | The Half-Wit                     | Film pierdut                                                                 |
| 1914 | Discord and Harmony                 | Lon - the Sculptor               | Film pierdut                                                                 |
| 1914 | The Menace to Carlotta              | Giovanni Bartholdi               | Scenarist Alt titlu: Carlotta, the Bead Stringer Film pierdut                |
| 1914 | The Embezzler                       | J. Roger Dixon                   | Film pierdut                                                                 |
| 1914 | The Lamb, the Woman, the Wolf       | The Wolf                         | Film pierdut                                                                 |
| 1914 | The End of the Feud                 | Wood Dawson                      | Film pierdut                                                                 |
| 1914 | The Forbidden Room                  | John Morris                      | Film pierdut                                                                 |
| 1914 | The Tragedy of Whispering Creek     | The Greaser                      | Scenarist Alt titlu: The Mystery of Whispering Creek                         |
| 1914 | The Unlawful Trade                  | The Cross Blood                  | Film pierdut                                                                 |
| 1914 | Heart Strings                       |                                  | Neconfirmat Alt titlu: Heartstrings                                          |
| 1914 | The Old Cobbler                     | Wild Bill                        | Film pierdut                                                                 |
| 1914 | The Hopes of Blind Alley            | The Vendor                       | Film pierdut                                                                 |
| 1914 | A Ranch Romance                     | Raphael Praz                     | Film pierdut                                                                 |
| 1914 | Her Grave Mistake                   | Nunez                            | Film pierdut                                                                 |
| 1914 | By the Sun's Rays                   | Frank Lawler - the Clerk         |                                                                              |
| 1914 | The Trey o' Hearts                  | One of Judith's Henchmen         | Nemenționat Film pierdut                                                     |
| 1914 | The Oubliette                       | Chevalier Bertrand de la Payne   | Alt titlu: The Adventures of François Villon #1: The Oubliette               |
| 1914 | A Miner's Romance                   | John Burns                       | Film pierdut                                                                 |
| 1914 | Her Bounty                          | Fred Howard                      | Film pierdut                                                                 |
| 1914 | The Higher Law                      | Sir Stephen Fitz Allen           | Alt titlu: The Adventures of François Villon #2: The Higher Law Film pierdut |
| 1914 | Richelieu                           | Baradas                          | Film pierdut                                                                 |
| 1914 | The Pipes o' Pan                    | Arthur Darrell                   | Film pierdut                                                                 |
| 1914 | Virtue Is Its Own Reward            | Duncan Bronson                   | Film pierdut                                                                 |
| 1914 | Her Life's Story                    | Don Valesquez                    | Film pierdut                                                                 |
| 1914 | Lights and Shadows                  | Bentley                          | Film pierdut                                                                 |
| 1914 | The Lion, the Lamb, the Man         | Fred Brown - the Lion            | Alt titlu: Woman Finds Love in Untarnished Manhood Film pierdut              |
| 1914 | A Night of Thrills                  | The Visitor                      | Film pierdut                                                                 |
| 1914 | Her Escape                          | Pete Walsh - Pauline's Brother   | Writer Film pierdut                                                          |
| 1915 | The Sin of Olga Brandt              | Stephen Leslie                   | Film pierdut                                                                 |
| 1915 | The Star of the Sea                 | Tomasco                          | Film pierdut                                                                 |
| 1915 | A Small Town Girl                   | The Procurer                     | Film pierdut                                                                 |
| 1915 | The Measure of a Man                | Lt. Jim Stuart                   |                                                                              |
| 1915 | The Threads of Fate                 | The Count                        | Film pierdut                                                                 |
| 1915 | When the Gods Played a Badger Game  | Joe - the Property Man           | Film pierdut                                                                 |
| 1915 | Such Is Life                        | Tod Wilkes                       | Film pierdut                                                                 |
| 1915 | Where the Forest Ends               | Paul Rouchelle                   | Film pierdut                                                                 |
| 1915 | Outside the Gates                   | Perez                            | Film pierdut                                                                 |
| 1915 | All for Peggy                       | Seth Baldwin                     | Film pierdut                                                                 |
| 1915 | The Desert Breed                    | Fred                             | Film pierdut                                                                 |
| 1915 | Maid of the Mist                    | Lin - Pauline's Father           | Film pierdut                                                                 |
| 1915 | The Grind                           | Jerry                            | Film pierdut                                                                 |
| 1915 | The Girl of the Night               |                                  | Alt titlus: What's in a Theory, Her Chance Film pierdut                      |
| 1915 | The Stool Pigeon                    |                                  | Regizor Film pierdut                                                         |
| 1915 | For Cash                            | -                                | Regizor Film pierdut                                                         |
| 1915 | An Idyll of the Hills               | Lafe Jameson                     | Film pierdut                                                                 |
| 1915 | The Stronger Mind                   | The Crook's Pal                  | Film pierdut                                                                 |
| 1915 | The Oyster Dredger                  |                                  | Scenarist, Regizor Film pierdut                                              |
| 1915 | Steady Company                      | Jimmy Ford                       | Film pierdut                                                                 |
| 1915 | The Violin Maker                    | Pedro - the Violin Maker         | Regizor Film pierdut                                                         |
| 1915 | The Trust                           | Jim Mason                        | Regizor Alt titlu: The Truce Film pierdut                                    |
| 1915 | Bound on the Wheel                  | Tom Coulahan                     | Film pierdut                                                                 |
| 1915 | Mountain Justice                    | Jeffrey Kirke                    | Film pierdut                                                                 |
| 1915 | Quits                               | Frenchy                          | Film pierdut                                                                 |
| 1915 | The Chimney's Secret                | Charles Harding                  | Scenarist, Regizor Film pierdut                                              |
| 1915 | The Pine's Revenge                  | Black Scotty                     | Film pierdut                                                                 |
| 1915 | The Fascination of the Fleur de Lis | Duke of Safoulrug                |                                                                              |
| 1915 | Alas and Alack                      | The Fisherman and Hunchback Fate |                                                                              |
| 1915 | A Mother's Atonement                | Ben Morrison                     |                                                                              |
| 1915 | Lon of Lone Mountain                | Lon Moore                        | Film pierdut                                                                 |
| 1915 | The Millionaire Paupers             | Martin - the Landlord            |                                                                              |
| 1915 | Under a Shadow                      | DeSerris                         | Film pierdut                                                                 |
| 1915 | Father and the Boys                 | Tuck Bartholomew                 | Film pierdut                                                                 |
| 1915 | Stronger Than Death                 | Attorney                         | Film pierdut                                                                 |
| 1916 | Dolly's Scoop                       | Dan Fisher                       |                                                                              |
| 1916 | The Grip of Jealousy                | Silas Lacey                      |                                                                              |
| 1916 | Felix on the Job                    | Tod                              |                                                                              |
| 1916 | Accusing Evidence                   |                                  |                                                                              |
| 1917 | The Mask of Love                    | Marino                           |                                                                              |

### Lungmetraje
| An   | Titlu                           | Rol                         | Note                                                                 |
| ---- | ------------------------------- | --------------------------- | -------------------------------------------------------------------- |
| 1914 | Damon and Pythias               |                             | Neconfirmat                                                          |
| 1916 | The Grip of Jealousy            | Silas Lacey                 | Film pierdut                                                         |
| 1916 | Tangled Hearts                  | John Hammond                | Doar câteva minute din acest film s-au păstrat.                      |
| 1916 | The Gilded Spider               | Giovanni                    | Film pierdut                                                         |
| 1916 | Bobbie of the Ballet            | Hook Hoover                 | Film pierdut                                                         |
| 1916 | The Grasp of Greed              | Jimmie                      |                                                                      |
| 1916 | The Mark of Cain                | Dick Temple                 | Film pierdut                                                         |
| 1916 | If My Country Should Call       | Dr. George Ardrath          |                                                                      |
| 1916 | The Place Beyond the Winds      | Jerry Jo                    |                                                                      |
| 1916 | The Price of Silence            | Edmond Stafford             |                                                                      |
| 1917 | The Piper's Price               | Billy Kilmartin             | Film pierdut                                                         |
| 1917 | Hell Morgan's Girl              | Sleter Noble                | Film pierdut                                                         |
| 1917 | The Girl in the Checkered Coat  | Hector Maitland             | Film pierdut                                                         |
| 1917 | The Flashlight                  | Henry Norton/Porter Brixton | Film pierdut                                                         |
| 1917 | A Doll's House                  | Nils Krogstad               | Film pierdut                                                         |
| 1917 | Fires of Rebellion              | Russell Hanlon              | Film pierdut                                                         |
| 1917 | The Rescue                      | Thomas Holland              | Film pierdut                                                         |
| 1917 | Pay Me!                         | Joe Lawson                  | Film pierdut                                                         |
| 1917 | Triumph                         | Paul Neihoff                |                                                                      |
| 1917 | The Empty Gun                   | Frank                       | Film pierdut                                                         |
| 1917 | Bondage                         | Seducer                     | Nemenționat                                                          |
| 1917 | Anything Once                   | Waught Moore                | Film pierdut                                                         |
| 1917 | The Scarlet Car                 | Paul Revere Forbes          |                                                                      |
| 1918 | The Grand Passion               | Paul Argos                  | Film pierdut                                                         |
| 1918 | Broadway Love                   | Elmer Watkins               |                                                                      |
| 1918 | The Kaiser, the Beast of Berlin | Bethmann-Hollweg            | Film pierdut                                                         |
| 1918 | Fast Company                    | Dan McCarty                 | Film pierdut                                                         |
| 1918 | A Broadway Scandal              | "Kink" Colby                | Film pierdut                                                         |
| 1918 | Riddle Gawne                    | Hame Bozzam                 |                                                                      |
| 1918 | That Devil, Bateese             | Louis Courteau              | Film pierdut                                                         |
| 1918 | The Talk of the Town            | Jack Langhorne              | Film pierdut                                                         |
| 1918 | Danger, Go Slow                 | Bud                         | Film pierdut                                                         |
| 1919 | The False Faces                 | Karl Eckstrom               |                                                                      |
| 1919 | The Wicked Darling              | Stoop Connors               |                                                                      |
| 1919 | A Man's Country                 | "Three Card" Duncan         |                                                                      |
| 1919 | The Miracle Man                 | The Frog                    |                                                                      |
| 1919 | Paid in Advance                 | Bateese Le Blanc            |                                                                      |
| 1919 | When Bearcat Went Dry           | Kindard Powers              |                                                                      |
| 1919 | Victory                         | Ricardo                     |                                                                      |
| 1920 | Daredevil Jack                  | Royce Rivers                |                                                                      |
| 1920 | Treasure Island                 | Blind Pew/Merry             | Film pierdut                                                         |
| 1920 | The Gift Supreme                | Merney Stagg                |                                                                      |
| 1920 | The Penalty                     | Blizzard                    |                                                                      |
| 1920 | Nomads of the North             | Raoul Challoner             |                                                                      |
| 1920 | Outside the Law                 | Black Mike Sylva/Ah Wing    |                                                                      |
| 1921 | For Those We Love               | Trix Ulner                  | Film pierdut                                                         |
| 1921 | Bits of Life                    | Chin Chow                   | Film pierdut                                                         |
| 1921 | The Ace of Hearts               | Farallone                   |                                                                      |
| 1922 | Voices of the City              | O'Rourke                    | Lansat în 1921 ca The Night Rose, cenzurat și redenumit Film pierdut |
| 1922 | The Trap                        | Gaspard the Good            | Scenarist                                                            |
| 1922 | Flesh and Blood                 | David Webster               |                                                                      |
| 1922 | The Light in the Dark           | Tony Pantelli               |                                                                      |
| 1922 | Oliver Twist                    | Fagin                       |                                                                      |
| 1922 | Shadows                         | Yen Sin, the Heathen        |                                                                      |
| 1922 | Quincy Adams Sawyer             | Obadiah Strout              | Film pierdut                                                         |
| 1922 | A Blind Bargain                 | Dr. Arthur Lamb/The Ape Man | Alt titlu: The Octave of Claudius Film pierdut                       |
| 1923 | All the Brothers Were Valiant   | Mark Shore                  | Film pierdut                                                         |
| 1923 | While Paris Sleeps              | Henri Santodos              | Film pierdut                                                         |
| 1923 | The Shock                       | Wilse Dilling               |                                                                      |
| 1923 | The Hunchback of Notre Dame     | Quasimodo                   | Makeup artist (Format:Nemenționat)                                   |
| 1924 | The Next Corner                 | Juan Serafin                | Film pierdut                                                         |
| 1924 | He Who Gets Slapped             | Paul Beaumont/HE            |                                                                      |
| 1925 | The Monster                     | Dr. Ziska                   |                                                                      |
| 1925 | The Phantom of the Opera        | The Phantom                 | Regizor, makeup artist (Format:Nemenționat)                          |
| 1925 | The Unholy Three                | Echo, the Ventriloquist     |                                                                      |
| 1925 | The Tower of Lies               | Jan                         | Film pierdut                                                         |
| 1926 | The Blackbird                   | The Blackbird/The Bishop    | Alt titlu: The Black Bird                                            |
| 1926 | The Road to Mandalay            | Singapore Joe               |                                                                      |
| 1926 | Tell It to the Marines          | Sergeant O'Hara             |                                                                      |
| 1927 | Mr. Wu                          | Mr. Wu/Wu's Grandfather     |                                                                      |
| 1927 | The Unknown                     | Alonzo                      |                                                                      |
| 1927 | Mockery                         | Sergei                      |                                                                      |
| 1927 | London After Midnight           | Professor Edward C. Burke   | Makeup artist (Format:Nemenționat) Film pierdut                      |
| 1928 | The Big City                    | Chuck Collins               | Film pierdut                                                         |
| 1928 | Laugh, Clown, Laugh             | Tito                        |                                                                      |
| 1928 | While the City Sleeps           | Dan Coghlan                 |                                                                      |
| 1928 | West of Zanzibar                | Phroso                      |                                                                      |
| 1929 | Where East is East              | Tiger Haynes                |                                                                      |
| 1929 | Thunder                         | Grumpy Anderson             | Mostly a Film pierdut; a half reel survives                          |
| 1930 | The Unholy Three                | Echo                        | Also makeup artist (Format:Nemenționat)                              |